# 대산초등학교 (함안군)
대산초등학교는 대한민국 경상남도 함안군 대산면 구혜리에 있는 공립 초등학교이다. 구혜초등학교와 통합하기 전에는 대산면 고원길 47(평림리 398-1)에 있었다.

## 학교 연혁
- 2007년 2월 15일 제56회 졸업장 수여식(31명, 총 졸업생수 6,942명)
- 2006년 9월 12일 도서관 현대화
- 1999년 3월 1일 서촌초등학교 폐교로 구혜초등학교에 통합
- 1994년 7월 23일 운동장 배수로 설치
- 1987년 4월 1일 학교 지하수 개발
- 1981년 1월 30일 병설유치원 개원
- 1952년 3월 25일 제1회 졸업식(50명 졸업)
- 1948년 3월 2일 구혜초등학교 개교, 대산초등학교에서 분리, 2학급 편성(1, 2학년)
- 1947년 11월 2일 설립 인가

- 2007년 2월 16일 제81회 졸업장 수여식(12명, 총 졸업생 6,162명)
- 2006년 9월 12일 도서관 현대화
- 2006년 3월 1일 제25대 이길주 교장 부임
- 2006년 2월 17일 제80회 졸업장 수여식(15명, 총 졸업생 6,150명)
- 2005년 2월 18일 제79회 졸업장 수여식(18명, 총 졸업생 6,135명)
- 2004년 9월 1일 제24대 진우현 교장 부임
- 1999년 3월 1일 서촌초등학교 폐교로 (구)구혜초등학교에 통합
- 1998년 9월 1일 부목분교장 폐교로 대산초등학교에 통합
- 1998년 3월 1일 옥렬분교장 폐교로 대산초등학교에 통합
- 1996년 3월 1일 대산초등학교로 교명 변경[1]
- 1994년 7월 23일 운동장 배수로 설치
- 1987년 4월 1일 학교 지하수 개발
- 1984년 9월 17일 병설유치원 개원(1학급)
- 1971년 7월 4일 본관 교사동 개축
- 1955년 11월 20일 6개 교실 완공
- 1954년 4월 3일 교사 이전(대산면 평림리 398-1)
- 1947년 10월 1일 12학급 편성
- 1941년 4월 1일 대산공립국민학교로 명칭 변경[2]
- 1939년 3월 21일 6년제 제13회 졸업(34명, 총 졸업생 229명)
- 1938년 4월 1일 대산공립심상소학교로 인가[3]
- 1926년 3월 22일 4년제 제1회 졸업식(57명)
- 1922년 10월 2일 대산공립보통학교 개교(설립인가 4월 7일)

- 2019년 4월 24일 배움터지킴이실 구축 완료
- 2019년 3월 11일 돌봄교실2 구축 완료
- 2019년 2월 19일 제93회 졸업장 수여식(12명, 총 졸업생 수 13,388명)-구혜초 68회
- 2018년 7월 31일 도서관 행복마루 구축
- 2018년 1월 31일 방송실 현대화 구축
- 2018년 12월 4일 대산초등학교 연혁을 (구)구혜초등학교 연혁에서 (구)대산초등학교 연혁으로 변경 사용
- 2018년 9월 1일	제33대 임의순 교장 취임(구혜초 31대)
- 2009년 4월 25일 자연학습원 및 화단 자연석 조경공사
- 2009년 2월 12일 대산초등학교 체육관 준공
- 2008년 9월 10일 방송실, 과학실, 보건실 현대화
- 2008년 9월 1일	교실, 특별실, 관리실, 친환경 리모델링
- 2008년 3월 10일 관현악 합주부 조직 운영
- 2008년 2월 20일 제82회 졸업장 수여식(41명, 총 졸업생 13,145명)
- 2007년 9월 1일	제27대 이종길 교장 부임(구혜초 25대) / 신관 3개 교실 준공
- 2007년 3월 1일	교명을 대산초등학교로 통합 개교 / 제26대 김팔룡 교장 인수(구혜초 24대)
- 2007년 2월 28일 (구)구혜초등학교와 통합(교사를 구혜초등학교로 이전)

## 학교 상징
- 교화 - 장미 : 화려하고 향기로운 장미는 저마다 다른 개성으로 어우러져 자라나는 우리 대산어린이들의 모습을 상징함
- 교목 - 동백나무 : 늘 푸르며 깨끗하고 싱그러운 모습은 무궁무진한 사랑과 겸손의 뜻을 가진 믿음직한 대산 어린이를 상징함

## 참고 자료
- 대산초등학교 - 한국교육학술정보원 학교알리미